# The Story of Park's Marriage Contract
The Story of Park's Marriage Contract (en hangul, 열녀 박씨 계약 결혼뎐; romanización revisada, Yeollyeo bakssi gyeyak gyeolhondyeon; literalmente, «El matrimonio por contrato de la mujer virtuosa Park») es una serie de televisión surcoreana dirigida por Park Sang-hoon y protagonizada por Lee Se-young, Bae In-hyuk, Joo Hyun-young, Yoo Seon-ho y Jo Bok-rae. Se emite por el canal MBC desde el 24 de noviembre de 2023 hasta el 6 de enero de 2024, en horario de viernes y sábados a las 21:50 (hora local coreana). También está disponible para algunos países en la plataforma Viu.

## Sinopsis
Park Yeon-woo es una chica confuciana de la época Joseon a la que un desconocido arroja a un pozo tras la muerte de su marido Kang Tae-ha, en la misma noche de bodas. Entonces experimenta un viaje en el tiempo que la transporta doscientos años después, a 2023, y mientras lucha por volver a Joseon acaba implicada en un matrimonio por contrato.

## Reparto

### Principal
- Lee Se-young como Park Yeon-woo, una joven que acaba de enviudar y que viaja en el tiempo desde la época Joseon hasta el año 2023. Es una de las princesas más importantes de Hanyang y la novia falsa de Tae-ha.[2][3][4]
- Bae In-hyuk como Kang Tae-ha, el potencial sucesor en la dirección de SH Group. Es un hombre distante que prioriza la lógica sobre las emociones. Sin embargo, cuando conoce a Yeon-woo, una extraña mujer que aparece de repente y afirma ser de Joseon, comienza a abrir su corazón.[5][6][7]
- Joo Hyun-young como Sa Wol, la criada y mejor amiga de Yeon-woo; es habladora, imprudente y tiene buen sentido del humor.[8][9]
- Yoo Seon-ho como Kang Tae-min, medio hermano de Tae-ha, una celebridad que sufrió en la infancia por la falta de amor materno, y que vive aún con esta carencia.[10]
- Cho Bok-rae como Hong Sung-pyo, el secretario de Tae-ha. Por fuera parece sólido como una roca, pero por dentro es de personalidad suave y cálida, y está lleno de emociones.[11][12]

### Secundario

#### Familia de Tae-ha
- Jin Kyung como Min Hye-sook, madrastra de Tae-ha y madre biológica de Tae-min, es la directora ejecutiva de SH Seúl. Es una mujer de negocios con excelentes habilidades comerciales, pero también una persona codiciosa que tiene que tener todo lo que quiere y que corta sin piedad todo lo que le hace daño.[12][13]
- Cheon Ho-jin como Kang Sang-mo, presidente del Grupo SH y abuelo de Tae-ha, un hombre ambicioso y calculador.[12][14]
- Son So-mang como Kang Hae-ryung, la hija menor del presidente Kang y tía de Tae-ha, cuyo trabajo diario es descubrir cómo conseguir el dinero del presidente Kang cada vez que tiene la oportunidad.[15]
- Jung Si-yool como Lee Seo-joon, hijo de Hae-ryung.

#### Empleados de SH
- Lee Jun-hyeok como Hwang Myung-soo, director de SH Seúl y mano derecha de Hye-sook.
- Kwon Ah-reum como Yoo Ha-na, subdirectora del equipo de mercadeo de SH Seúl. Es una persona inteligente y ambiciosa que fue ascendida a subgerente apenas dos años después de unirse a la empresa.[16][17]
- Jung Si-ah como Oh Hyun-jung, directora del equipo de mercadeo de SH Seúl. Aunque es exigente en el trabajo, es una persona de buen corazón que cuida de sus subordinados y colegas mejor que nadie[18][19]
- Noh Jong-hyun como Lee Seok-joo, un nuevo miembro del equipo de mercadeo de SH Seúl.[18][20]

#### Midam
- Kim Yeo-jin como Lee Mi-dam, directora ejecutiva de la marca de hanbok Midam.[21]
- Park Yeon-woo como Do Yoon-jae, gerente y diseñador jefe de Midam.

#### Otros
- Lee Young-jin como Cheon Myung, una misteriosa deidad guardiana que cuida de Yeon-woo.[22]
- Oh Yoo-jin como Hong Na-rae, la hermana menor de Sung-pyo. Es una mujer en busca de empleo con una personalidad positiva, le enseña a Yeon-woo, quien vino de Joseon, cómo adaptarse al «nuevo Joseon».[23]
- Kim Joong-don como Choi Hyun-wook, un talentoso profesor de cirugía cardíaca.
- Choi Go-yoon como Choi, la secretaria de Hye-sook.[24]
- Shin Soo-hyun como Kim Ha-young.[25][26]

### Apariciones especiales
- Um Hyo-sup como el inspector Park Jae-won, el padre de Yeon-woo.[27]
- Lee Min-woo como el rey.[28]
- Nam Gyu-ri como Seo Yoon-hee, madre de Tae-ha.[29]

## Producción y promoción
La serie está basada en una novela web escrita por Kim Neo-ul y un webtoon del mismo nombre original coreano. El guion es obra de Go Nam-jeong, que participó también en el de The Wind Blows (JTBC, 2019). El presupuesto de la producción ascendió a 15400 millones de wones, según el contrato de suministro firmado por Chorokbaem Media con MBC el 17 de agosto de 2023.
Se trata del primer papel como protagonista de Lee Se-young, sobre la que el director Park declaró en la presentación: «tan pronto como leí el guión, no pude pensar en ninguna otra actriz aparte de Lee Se-young».
En febrero de 2023 se anunció que el papel protagonista sería para Lee Se-young. El tercer avance de la serie se difundió el 25 de octubre. El 15 de noviembre vio la luz un «cartel especial» en el que aparecen los cuatro protagonistas. El equipo de producción publicó el 21 de noviembre algunas imágenes entre bastidores del rodaje. La producción se presentó al día siguiente, con la presencia del director y los protagonistas, en el MBC Golden Mouse Hall en Mapo-gu, Seúl. El mismo 22 los cuatro protagonistas fueron los invitados del programa de radio 2 O'Clock Date Jaejae, de MBC FM4U. Y un día después, el 23, se publicó en la revista Elle una sesión fotográfica de Lee Se-young y Bae In-hyuk, acompañada de una entrevista a ambos.

### Banda sonora original
El primer tema musical de la banda sonora de la serie, 이 생이 우릴 갈라놔도 [Incluso si esta vida nos separa], está interpretado por Seo-do. Se lanzó el 25 de noviembre de 2023.

## Banda sonora original
| Parte | Fecha de publicación                                                                | Título                                                                              | Letra                                                                               | Música                                                                              | Artista                                                                             | Dur.                                                                                | Ref.                                                                                |
| ----- | ----------------------------------------------------------------------------------- | ----------------------------------------------------------------------------------- | ----------------------------------------------------------------------------------- | ----------------------------------------------------------------------------------- | ----------------------------------------------------------------------------------- | ----------------------------------------------------------------------------------- | ----------------------------------------------------------------------------------- |
| 1     | 25 de noviembre de 2023                                                             | 이 생이 우릴 갈라놔도 [«Incluso si esta vida nos separa»]                           | Yoon Da-on                                                                          | Yoon Da-on, Yoon Kwae-jin                                                           | Seo-do                                                                              | 3:25                                                                                | [ 39 ]                                                                              |
| 2     | 2 de diciembre de 2023                                                              | 이유 [«La razón»]                                                                   | VIP                                                                                 | VIP                                                                                 | Lim Han-byul                                                                        | 3:40                                                                                | [ 40 ]                                                                              |
| 3     | 2 de diciembre de 2023                                                              | 우리 사라져도 [«Todo mi mundo eres tú»]                                             | Park Hee-soo, Lee Dong-wook (Sentiano)                                              | Lee Dong-wook (Sentiano), Park Hee-soo                                              | Yuju                                                                                | 3:35                                                                                | [ 41 ]                                                                              |
| 4     | 16 de diciembre de 2023                                                             | 꿈처럼 [«Como un sueño»]                                                            | LuckyClover (AVEC)                                                                  | LuckyClover (AVEC)                                                                  | Song Ha-yea                                                                         | 4:09                                                                                | [ 42 ]                                                                              |
| 5     | 22 de diciembre de 2023                                                             | 닿을 듯 닿을 수 없구나 [«Siento que puedo alcanzarlo, pero no puedo»]               | Choe Han-sol, Kim Min-gi, Moon Si-on                                                | Choe Han-sol, Kim Min-gi, Moon Si-on                                                | Shin Ye-young                                                                       | 3:46                                                                                | [ 43 ]                                                                              |
| 6     | 6 de enero de 2024                                                                  | 잠시 꿈을 꾼다 생각할게요 [«Pensaré que estoy soñando por un momento»]              | Kim Seung-chan, Chae Yoon                                                           | Kim Seung-chan, Chae Yoon, Banana GaraG                                             | Lim Sang-hyun                                                                       | 4:16                                                                                | [ 44 ]                                                                              |
| Notas | Las canciones de la banda sonora tienen una versión instrumental de igual duración. | Las canciones de la banda sonora tienen una versión instrumental de igual duración. | Las canciones de la banda sonora tienen una versión instrumental de igual duración. | Las canciones de la banda sonora tienen una versión instrumental de igual duración. | Las canciones de la banda sonora tienen una versión instrumental de igual duración. | Las canciones de la banda sonora tienen una versión instrumental de igual duración. | Las canciones de la banda sonora tienen una versión instrumental de igual duración. |

## Audiencia
| Temporada | Temporada | Episodio número | Episodio número | Episodio número | Episodio número | Episodio número | Episodio número | Episodio número | Episodio número | Episodio número | Episodio número | Episodio número | Episodio número | Promedio |
| Temporada | Temporada | 1               | 2               | 3               | 4               | 5               | 6               | 7               | 8               | 9               | 10              | 11              | 12              | Promedio |
| --------- | --------- | --------------- | --------------- | --------------- | --------------- | --------------- | --------------- | --------------- | --------------- | --------------- | --------------- | --------------- | --------------- | -------- |
|           | 1         | 1.001           | 1.192           | 1.154           | 1.241           | 1.359           | 1.791           | 1.561           | 1.598           | —               | —               | 1.528           | 1.741           | 1.257    |

| Episodio | Fecha de emisión        | Índices de audiencia | Índices de audiencia | Índices de audiencia |
| Episodio | Fecha de emisión        | Nielsen Korea        | Nielsen Korea        | TNmS                 |
| Episodio | Fecha de emisión        | Nacional             | Seúl                 | Nacional             |
| --- | ----------------------- | -------------------- | -------------------- | -------------------- |
| 1 | 24 de noviembre de 2023 | 5,6 % (8.ª)          | 5,3 % (7.ª)          | 4,8 % (11.ª)         |
| 2 | 25 de noviembre de 2023 | 5,9 % (7.ª)          | 5,8 % (7.ª)          | 5,2 % (9.ª)          |
| 3 | 1 de diciembre de 2023  | 6,7 % (6.ª)          | 6,7 % (4.ª)          | 5,8 % (9.ª)          |
| 4 | 2 de diciembre de 2023  | 6,4 % (5.ª)          | 6,2 % (5.ª)          | 4,9 % (10.ª)         |
| 5 | 8 de diciembre de 2023  | 7,4 % (4.ª)          | 7,2 % (4.ª)          | 6,5 % (7.ª)          |
| 6 | 9 de diciembre de 2023  | 9,6 % (2.ª)          | 9,8 % (2.ª)          | ND                   |
| 7 | 15 de diciembre de 2023 | 8,7 % (3.ª)          | 8,9 % (3.ª)          | 6,1 % (9.ª)          |
| 8 | 16 de diciembre de 2023 | 8,0 % (3.ª)          | 7,6 % (3.ª)          | ND                   |
| 9 | 22 de diciembre de 2023 | 7,4 % (4.ª)          | 7,4 %                | ND                   |
| 10 | 23 de diciembre de 2023 | 7,6 % (2.ª)          | 7,1 %                | ND                   |
| 11 | 5 de enero de 2024      | 8,0 % (5.ª)          | 7,8 % (4.ª)          | ND                   |
| 12 | 6 de enero de 2024      | 9,3 % (3.ª)          | 9,4 % (2.ª)          | ND                   |
| Promedio | Promedio                | 7,6 %                | 7,4 %                | —*                   |
| - En la tabla superior, los números azules representan las calificaciones más bajas y los números rojos representan las más altas. - 'ND' indica que no se dispone del dato relativo al episodio correspondiente. - (*) No se conoce el promedio exacto porque no se publicaron los datos de todos los episodios. |                         |                      |                      |                      |